# Willie Lewis

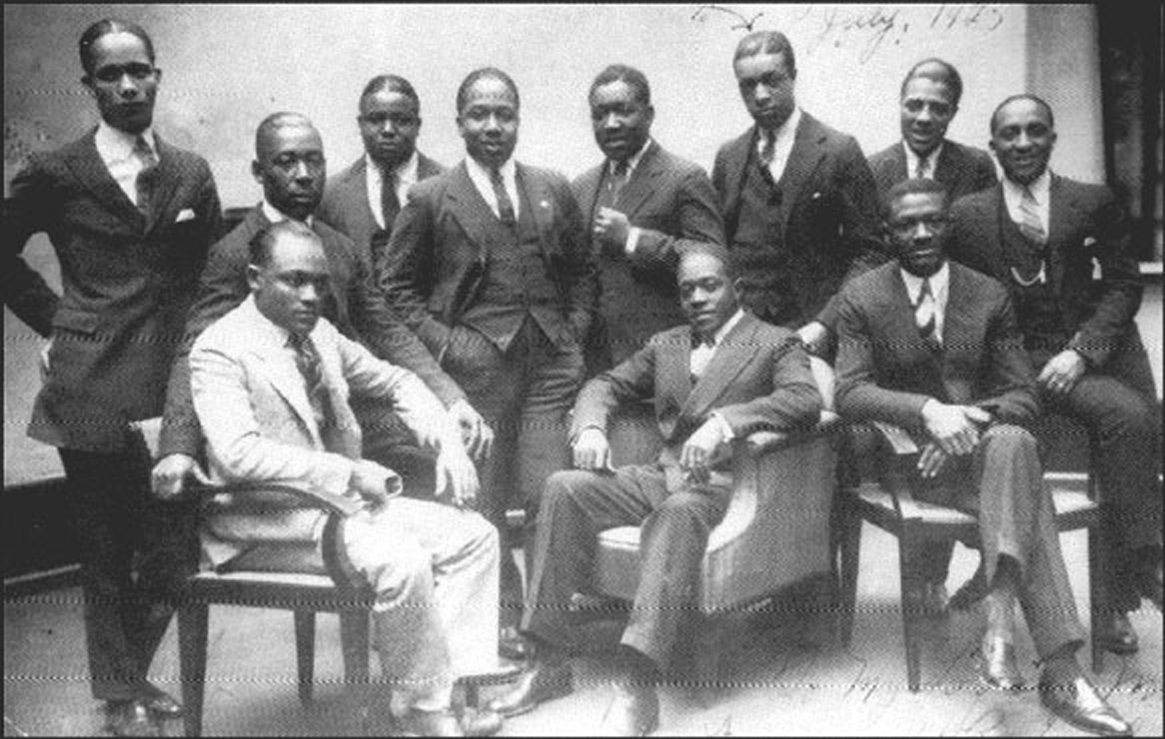
Het orkest van Sam Wooding (midden met strik), met rechts naast hem op de foto Willie Lewis (Berlijn, 1925).

William T. Lewis (Cleburne, 10 juni 1905 - New York, 13 januari 1971) was een Amerikaanse jazz-klarinettist, -saxofonist, -arrangeur en -bandleider. Ook zong hij af en toe.
Lewis groeide op in Dallas en speelde op jonge leeftijd in verschillende variété-shows. Na zijn studie aan het New England Conservatory of Music speelde hij in het orkest van Will Marion Cook. De band werd 'overgenomen' door Sam Wooding en Lewis ging met de groep mee op tournee naar Europa, Zuid-Amerika en Noord-Afrika. Nadat de band in 1931 werd opgeheven, begon Lewis zelf een groep, Willie Lewis and His Entertainers, met enkele oud-collega's uit Woodings orkest. Het orkest van Lewis had veel succes in Europa. In de band speelden onder meer Jerry Blake, Arthur Briggs, Herman Chittison, Benny Carter, Bill Coleman, Garnet Clark, Bobby Martin en Louis Vola. Het orkest maakte ook opnames voor de labels Pathé, Panachord en Decca. De band was actief tot 1941, waarna Lewis terugkeerde naar New York. In de jaren erna was hij nauwelijks nog als muzikant werkzaam. Hij werd zonder veel succes acteur en vervolgens was hij ober. 

## Discografie
- Willie Lewis 1932-1936, Classics, 1996
- Willie Lewis 1936-1938, Classics, 1996
- Willie Lewis 1941, Classics, 1996